# Giovanni Lorenzo Bernini
Giovanni Lorenzo Bernini (Gian Lorenzo Bernini), född 7 december 1598 i Neapel, död 28 november 1680 i Rom, var en italiensk skulptör, arkitekt, målare och scendekoratör under barockepoken.

## Uppväxt och tidig karriär
Giovanni Lorenzo Bernini var son till Pietro Bernini, som var skulptör och verksam i Neapel. År 1605 flyttade familjen Bernini till Rom, där fadern Pietro snart fick i uppdrag att utföra en stor relief för basilikan Santa Maria Maggiore föreställande Jungfru Marie himmelsfärd. Pietro Bernini fick en beskyddare och beställare i kardinal Scipione Borghese, för vilken han visade upp sin sons brådmogna talang.
Rom var under 1600-talets första decennium ett centrum för ivrig konstnärlig verksamhet. Det klassiska arvet förvaltades av bland andra Annibale Carracci, medan de begynnande strömningarna beträffande realism och naturalism fördes fram av Caravaggio och hans efterföljare.
Enligt Filippo Baldinucci, som 1682 publicerade den första biografin över Bernini, Vita del Cavaliere Gio Lorenzo Bernini, utförde Bernini sin första skulptur vid åtta års ålder. Baldinucci anger att denna utgjordes av ett barnhuvud som skulle ha imponerat på alla.

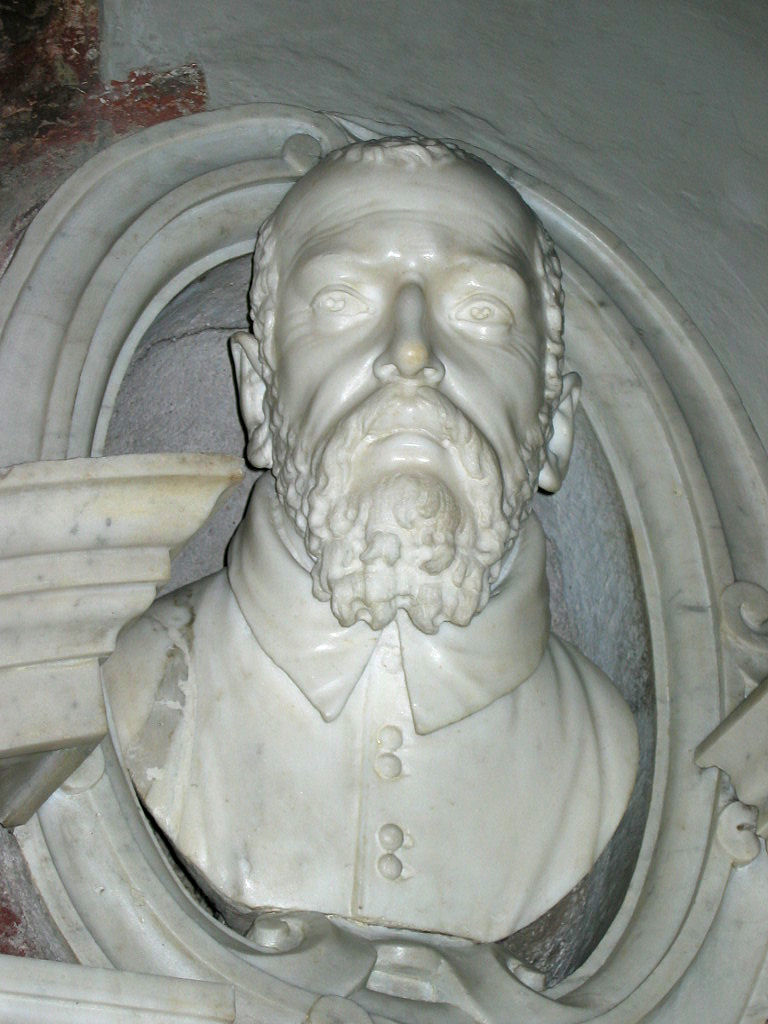
Giovanni Lorenzo Bernini – Byst av biskop Giovanni Battista Santoni (cirka 1612). Santa Prassede, Rom

Bernini fick sin grundläggande skolning i faderns verkstad, där han särskilt följde arbetet med reliefen för Santa Maria Maggiore. År 1605 uppsteg Paulus V på påvestolen, och enligt Baldinucci skall den unge Bernini cirka år 1611 för påven ha ritat aposteln Paulus. Påven blev så överväldigad att han gav kardinal Maffeo Barberini (sedermera påve Urban VIII) i uppdrag att personligen övervaka ynglingens konstnärliga utbildning. Berninis första daterbara skulptur anses vara utförd 1611 eller möjligen året därpå. I denna skulptur, Geten Amalthea givande di åt barnet Jupiter och en satyr, märks inspiration från hellenistisk skulptur.
Omkring 1611–1613 högg Bernini två puttiskulpturer: Putto lekande med en drake och Putto biten av en delfin. Denna tematik går tillbaka på ett omtyckt skulpturmotiv i renässansens trädgårdar, en tradition som hade inletts av Donatello och utvecklats av Andrea del Verrocchio. Berninis första utvecklingsfas som skulptör anses ha avslutats omkring 1616 med den lekfulla Två putti som retas med en faun. Två byster, som tidigare varit av oklar attribuering, har genom noggrann stilanalys kunnat tillskrivas den unge Bernini och hör till denna tidiga period. Den ena föreställer Giovanni Battista Santoni (död 1592), biskop av Tricarico, den andra avbildar den framstående kirurgen Antonio Coppola (död 1612), verksam vid det florentinska sjukhuset i Rom. Bägge bysterna anses ha utförts cirka 1612.

## De stora skulpturuppdragen

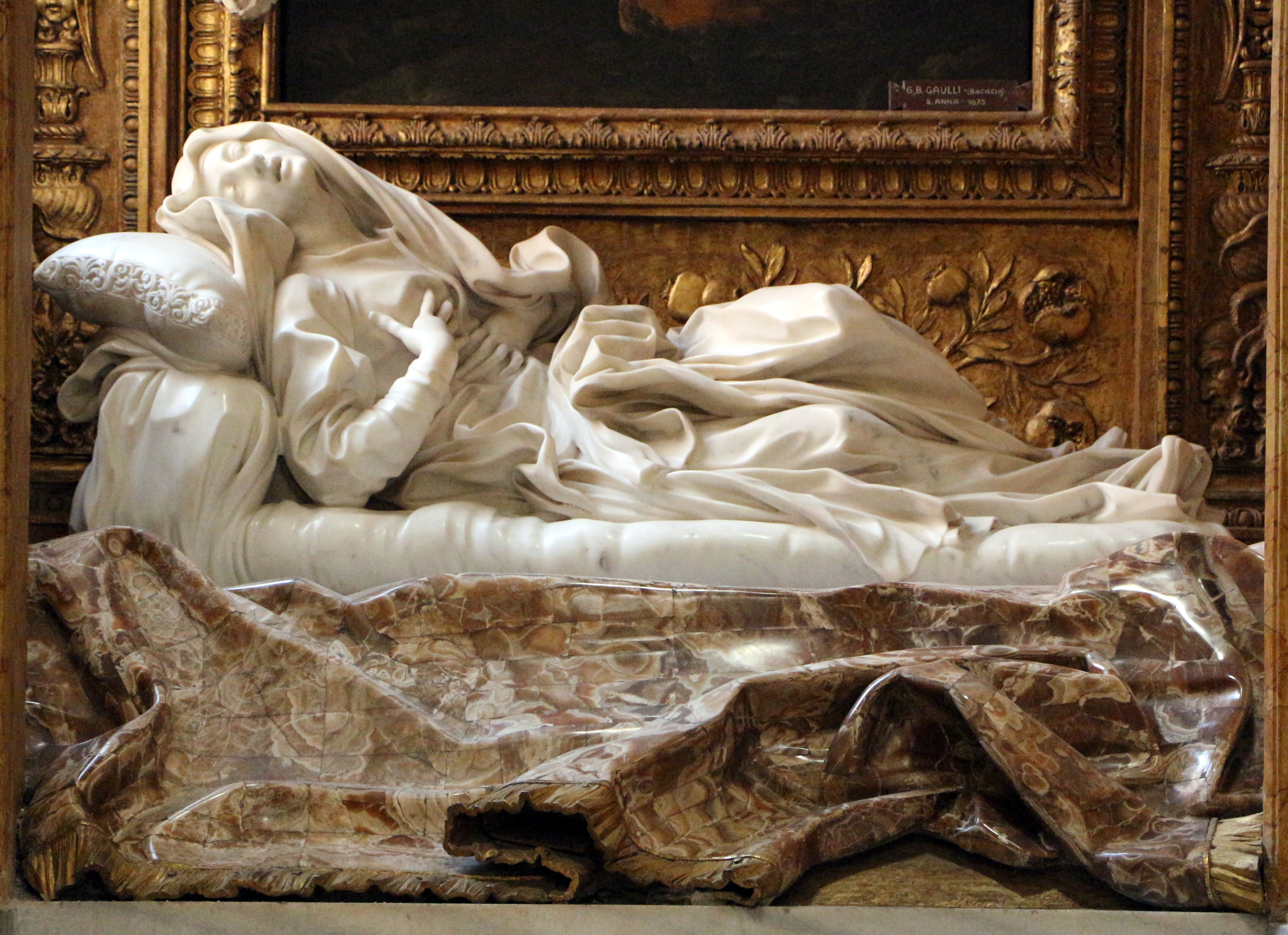
Saliga Ludovica Albertoni (1671–1674), San Francesco a Ripa, Rom

Den unge Bernini fångade kardinal Borgheses uppmärksamhet, och denne beställde fyra skulpturgrupper för sin villa på Quirinalen. Den första, Aeneas, Anchises och Ascanius (1618–1619), skildrar den mytologiske gestalen Aeneas som på sina skuldror bär sin gamle blinde far Anchises från det brinnande Troja. Bredvid går Aeneas son Ascanius bärande den heliga elden. I skulpturen märks det manieristiska inflytandet, särskilt i den spiralformiga kompositionen och de oproportionellt långa extremiteterna.
Med den andra skulpturgruppen, Pluto och Proserpina (1621–1622), framställer Bernini Plutos dramatiska bortrövande av Proserpina. Den förtvivlade Proserpina försöker förgäves kämpa sig ur Plutos fasta grepp. Bernini fann sannolikt inspiration i Giambolognas skulptur Sabinskornas bortrövande från 1580-talet.
Apollo och Daphne (1622–1625) uppvisar tydliga influenser från antikens skulptur, i synnerhet från Apollo di Belvedere, en romersk kopia av en grekisk bronsskulptur från cirka 320 före Krisus. Bernini ådagalägger i denna skulptur sin tekniska virtuositet, sin förmåga att mejsla och slipa vit marmor till en skepnad av kroppshull, hår och draperingar. Bernini har fångat det ögonblick då den sköna nymfen Dafne, jagad av den amoröse Apollon, förvandlas till ett lagerträd. Dafne hade bett gudarna att på detta sätt få undkomma den enträgne Apollon och bevara sin jungfrudom.
Den sista av kardinal Borgheses beställningar, David (1623–1624), visar den unge David som med beslutsamhet och energi gör slungan beredd inför mötet med den filisteiske jätten Goljat. Med sammanpressade läppar gör sig David redo för strid.

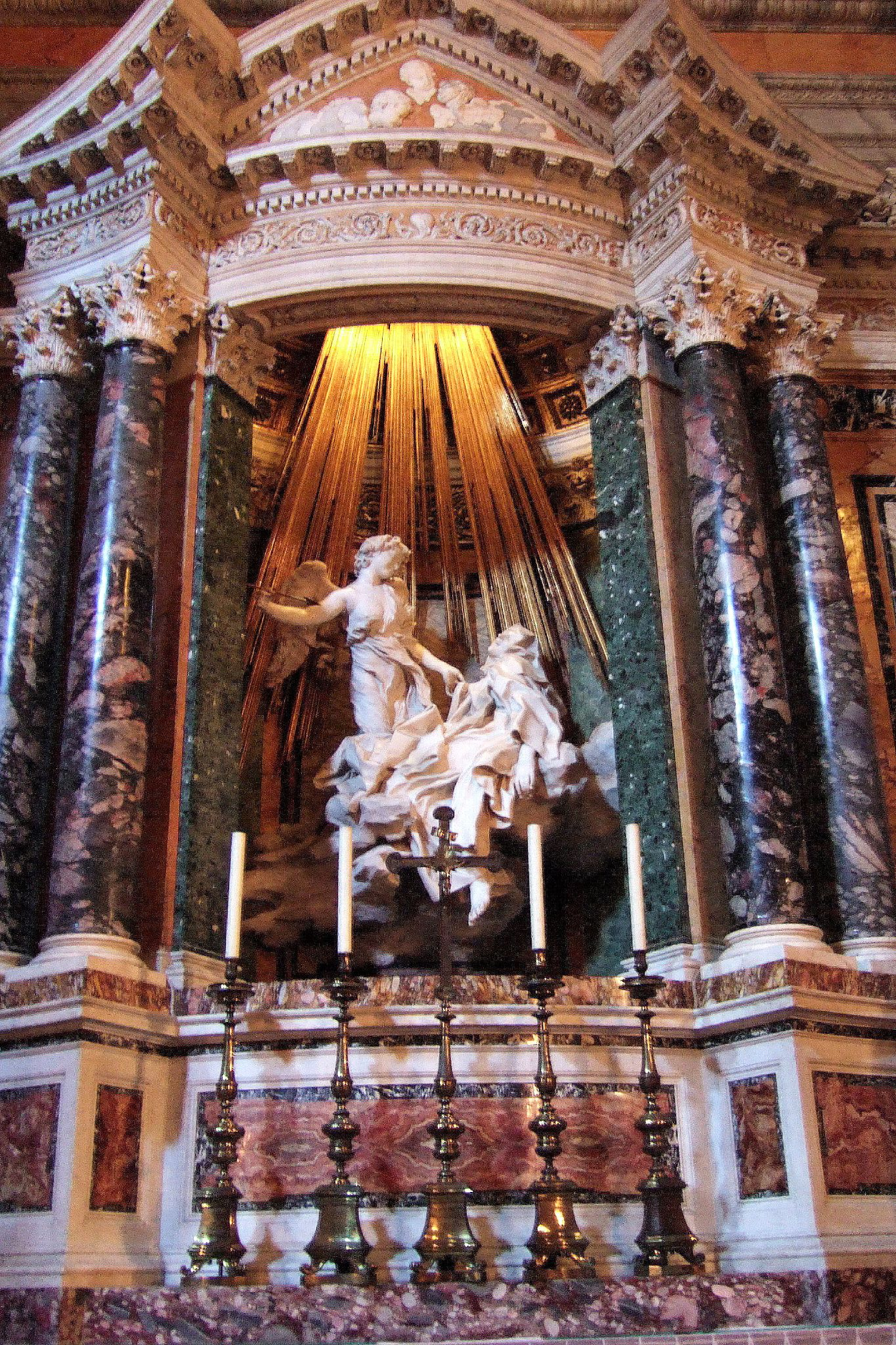
Den heliga Teresas extas (1647–1652)

Under påven Urban VIII:s pontifikat (1623–1644) var Bernini Roms mest beställde konstnär och fullbordade tillsammans med sina assistenter och elever en stor mängd uppdrag i Peterskyrkan, bland annat högaltarets 30 meter höga baldakin med svängda kolonner.
I juli 1650 fick Bernini i uppdrag att utföra en byst över Francesco I d'Este (1610–1658), hertig av Modena. Trots att Bernini aldrig träffade hertigen utan endast hade målade porträtt som förlagor till sin byst, lyckas han frammana närvaron av en hel gestalt trots att den endast består av ett huvud och armlösa skuldror. Draperingens dramatiska utförande och hertigens lockiga hår är särskilt skickligt framställda.
Berninis skulpturala mästerverk anses vara Den heliga Teresas extas (1647–1652) i Cornaro-kapellet i kyrkan Santa Maria della Vittoria på Quirinalen. Skulpturen framställer det spanska karmelithelgonet Teresa av Ávila i meditativ extas. En ängel skall just genomborra hennes hjärta med den gudomliga kärlekens pil. I Cornaro-kapellet sammanför Bernini skulptur, arkitektur, freskmåleri och stuckatur till en välavvägd helhet.
På sin ålders höst utförde Bernini skulpturen Saliga Ludovica Albertoni (1671–1674), placerad i kyrkan San Francesco a Ripa i Trastevere.

## Innovationer inom skulpturen
Giovanni Lorenzo Bernini använde i stor utsträckning färgens och ljusets inverkan för att accentuera sina skulpturala verk. Polykrom marmor hade tidigare förekommit mycket sparsamt inom europeisk skulptur, men under det sena 1500-talet kom den polykroma marmorn på modet inom bystskulpturen; man kombinerade vita marmorhuvuden och flerfärgade överkroppar. I sin dagbok nämner den franske mecenaten Paul Fréart, Sieur de Chantelou, att Bernini själv ansåg att skulptörens svåraste uppgift var att förmedla intrycket av färgeffekt i den vita marmorn.

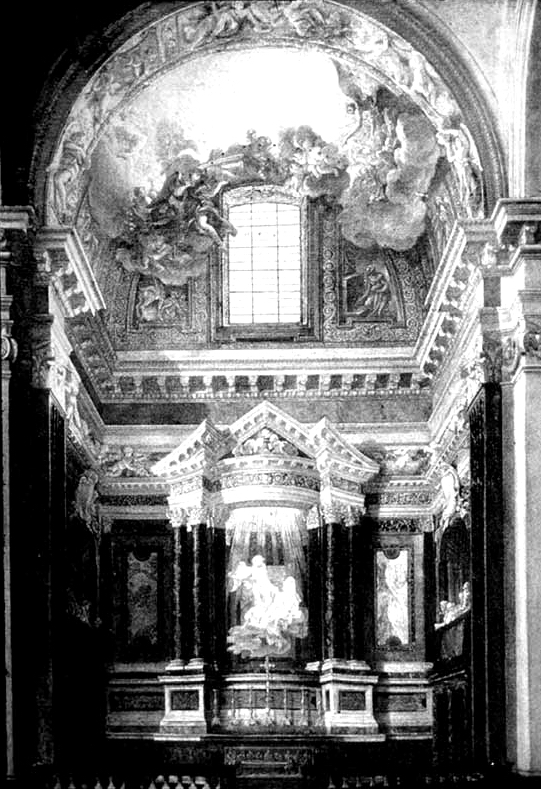
Cappella Cornaro, Santa Maria della Vittoria. Anonym målning från 1700-talet

I Berninis gravmonument över påven Urban VIII i Peterskyrkan är den polykroma ansatsen särskilt tydlig. Det kan jämföras med det tidigare monumentet över Paulus III av Guglielmo della Porta, men Bernini etablerar en tydligare distinktion mellan de vita och de mörka inslagen i sitt monument. De delar av gravmonumentet, som är direkt förknippade med den döde påven är utförda i mörk, delvis förgylld brons. De allegoriska skulpturerna över Kärleken och Rättvisan, som flankerar påvens sarkofag, är utförda i vit marmor och kontrasterar starkt mot påvens mörka bronsstaty.
Interaktionen mellan olika färgteman är särskilt påtaglig i Berninis skulpturala mästerverk Den heliga Teresas extas (1647–1652) i Cornaro-kapellet i kyrkan Santa Maria della Vittoria. Kontrasten är stark mellan själva skulpturgruppen i vit marmor, ängeln som är i färd med att genomborra Teresas hjärta med den gudomliga kärlekens pil, och de flankerande parställda marmorkolonnerna. Scenen äger rum på ett stort moln mot en bakgrund av regnbågsskimrande alabaster. Förutom riktat ljus från strålkastare upplyses skulpturen av dagsljus från ett dolt fönster bakom ett krönande pediment. Högre upp i kapellet är färgschemat ljust, och i takvalvet framställs den öppnade himlen, varifrån det gudomliga ljuset skiner.
Med sin innovativa användning av färg och ljus lade Bernini grunden för en ny utveckling inom den europeiska skulpturkonsten. Senare romerska och norditalienska, och framför allt österrikiska och tyska, skulptörer kom att finna stor inspiration från Berninis nyskapande skulpturer.

## Arkitekten Bernini

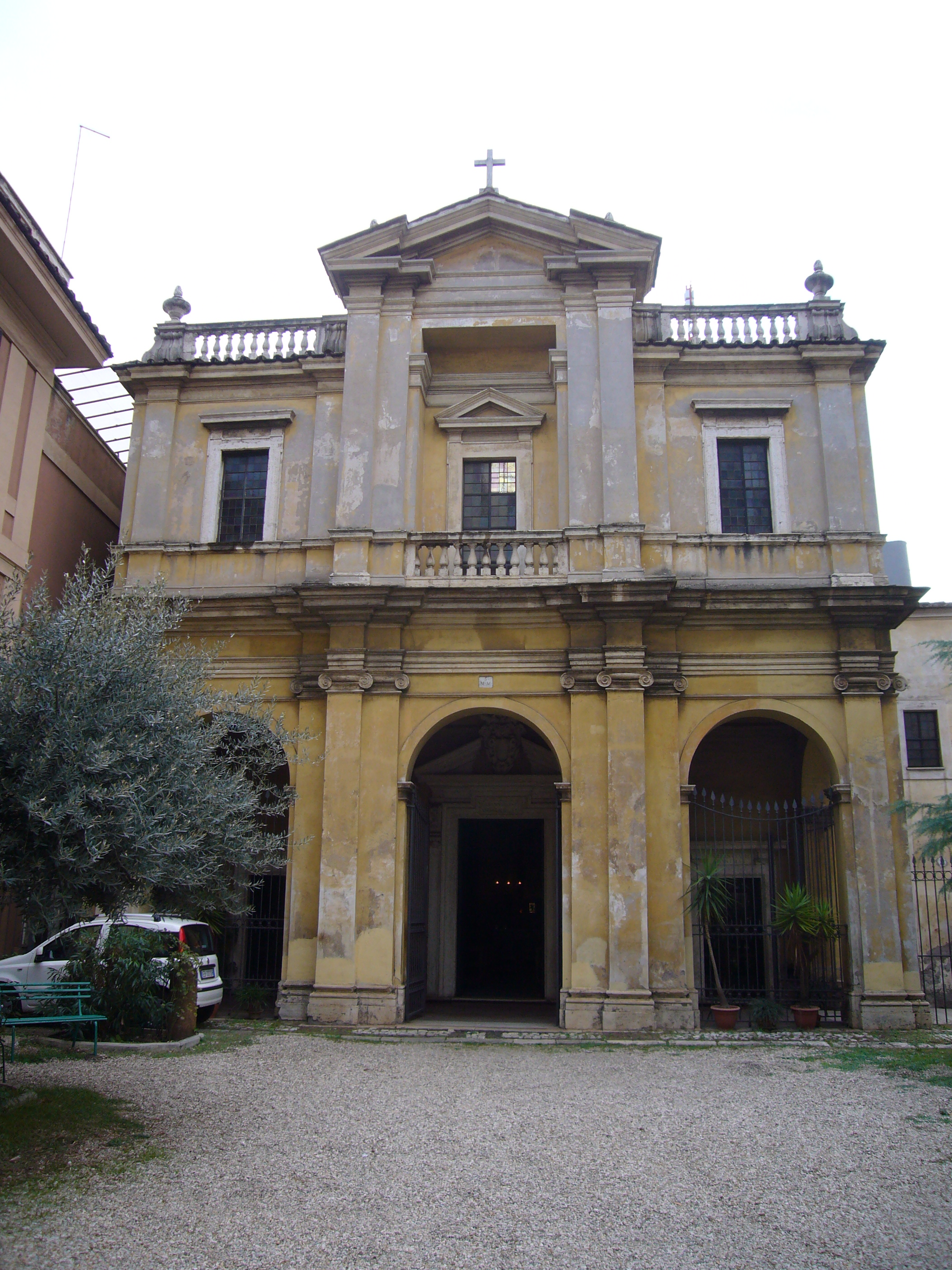
Giovanni Lorenzo Bernini – Fasaden till kyrkan Santa Bibiana (1624)

Berninis första projekt som arkitekt innebar att utforma en ny fasad till basilikan Santa Bibiana i östra Rom. Relikerna efter Bibiana, hennes mor Dafrosa och syster Demetria hade under lång tid varit försvunna, men de återfanns 1624, och Urban VIII ämnade fira detta genom att renovera kyrkan. Bernini fick även i uppdrag att utföra en staty föreställande den heliga Bibiana.
Den kyrka, som Bernini ansåg sig vara mest nöjd med, är Sant'Andrea al Quirinale (1658–1671) på Quirinalen. Dess tämligen enkla exteriör med en semicirkulär portik döljer en överdådig interiör med bland annat förgylld stuckatur och polykrom marmor. En skulptur föreställande aposteln Andreas tycks sväva ovanför högaltaret. Den förmögne kardinalen Camillo Pamphili bekostade kyrkan för jesuiternas novitiatshus. Bernini ritade även två kyrkor i Castelli Romani söder om Rom, San Tommaso da Villanova i Castel Gandolfo och Santa Maria Assunta i Ariccia. San Tommaso har en grundplan i form av ett grekiskt kors, medan Santa Maria Assuntas grundplan är cirkulär.

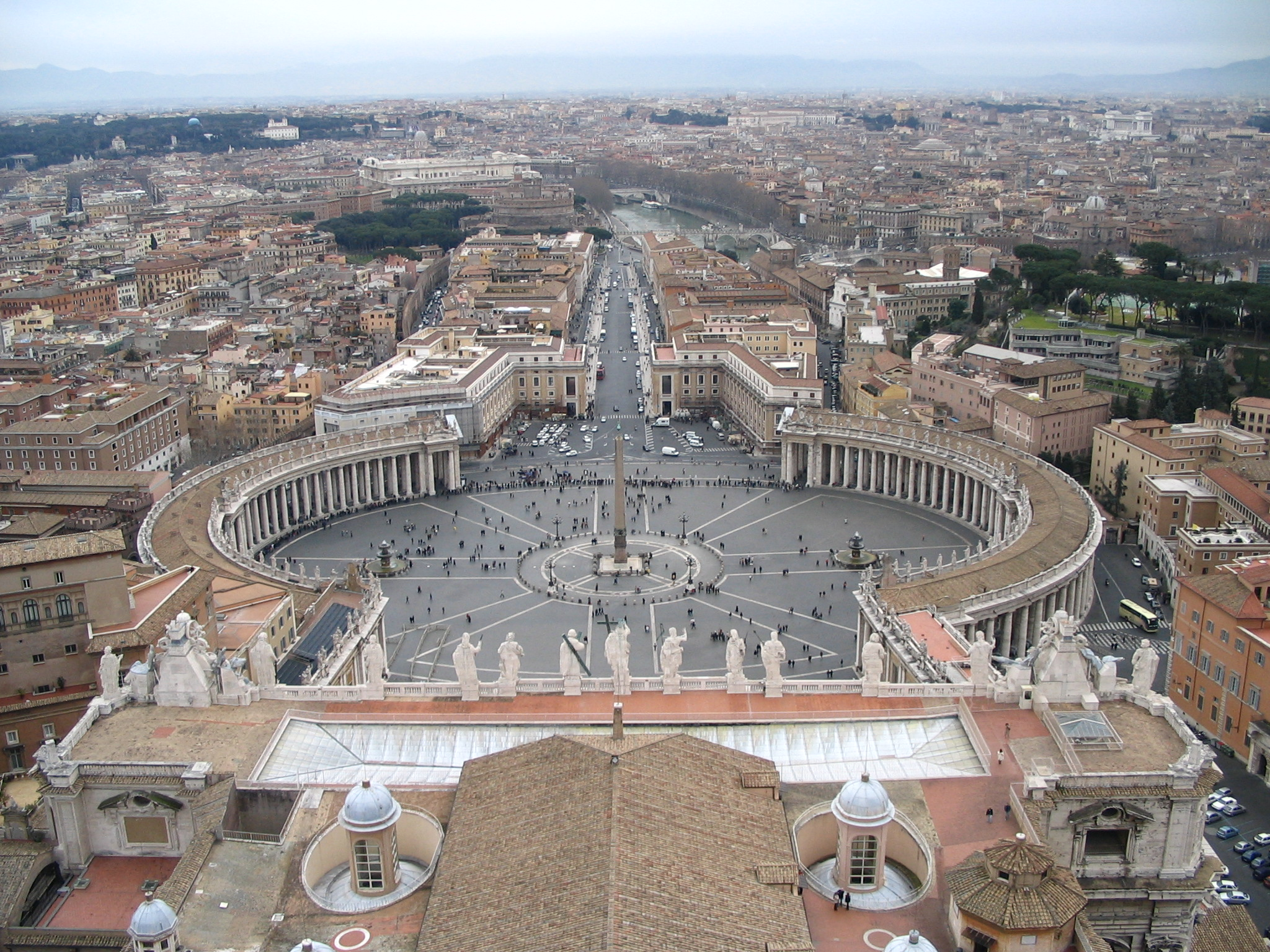
Petersplatsen sedd från Peterskyrkans kupol

Bland Berninis profana arkitektur märks fasaden till Palazzo Barberini samt Scala Regia, en paradtrappa som leder in till Vatikanen från Peterskyrkans portik. Berninis mest storslagna arkitektoniska verk är dock den ellipsformade Petersplatsen, fullbordad 1667, med sina fyrdubbla kolonnader. Påve Alexander VII gav Bernini i uppdrag att rita platsen som en storslagen förgård till kyrkan, men den måste planeras så att så många människor som möjligt skulle kunna se påven ge sin välsignelse från benediktionsloggian eller från ett fönster i Palazzo Apostolico. Piazzans vidsträckta kolonnader är ämnade att omfamna de troende.
Bernini designade även ett antal fontäner i Rom, av vilka bör nämnas Fontana dei Quattro Fiumi på Piazza Navona och Fontana del Tritone på Piazza Barberini.

## Målaren Bernini
För Bernini var måleriet en bisyssla, och han åtog sig aldrig några mer betydelsefulla uppdrag. De flesta av Berninis målningar kan dateras till 1620- och 1630-talet. Ju fler beställningar Bernini fick inom skulptur och arkitektur, desto mindre tid hade han att ägna sig åt måleri. Roms beställarskap, som främst utgjordes av påven, kardinaler och adelsfamiljer, uppdrog åt Bernini att utföra freskmålningar, och han anlitade då assistenter. Bernini utförde skisser som sedan bland andra Carlo Pellegrini och Guido Ubaldo Abbatini utgick ifrån. Den senare blandade i Cappella Pio i kyrkan Sant'Agostino stuckatur och freskmåleri efter Berninis design på ett innovativt vis. I Cornaro-kapellet i Santa Maria della Vittoria förenades Berninis skulptur och arkitektur med Abbatinis måleri för att bilda en storslagen syntes av flera konstarter.

## Bernini kallas till Paris
Då Bernini åtnjöt internationell berömmelse, fick han 1664 en inbjudan av Jean-Baptiste Colbert att för kung Ludvig XIV:s räkning omstrukturera Louvren. Året därpå reste Bernini till Paris och lade snart fram sina ritningar för en ny östfasad. Berninis första projekt uppvisar ett konvext mittparti som korresponderar med en axialt placerad oval vestibul och en två våningar hög paradhall. Den översta våningen med runda fönster artikuleras av parvis ställda pilastrar och har bland annat franska liljor som dekorativt motiv. Det konvexa mittpartiet förbinds med flyglarna av konkava sidopartier. Bernini utvecklar i detta projekt temat från kyrkan Sant'Andrea al Quirinale som han hade påbörjat 1658. Dess exteriör företer en tydlig växelverkan mellan konvexa och konkava former. Bernini kan dock även ha funnit inspiration i fasaden till Santa Maria della Pace (påbörjad 1656), ritad av arkitektkollegan Pietro da Cortona. Pietro da Cortona, som i flera fasader laborerar med den konvex-konkava tematiken, hade redan i slutet av 1630-talet applicerat en betonad kurvlinjighet i fasaden till kupolkyrkan Santi Luca e Martina vid Forum Romanum.
Berninis förslag till Louvrens östfasad föll emellertid inte fransmännen i smaken, och uppdraget gick istället till den inhemske arkitekten Claude Perrault.

## Skulpturala verk i urval
- Byst av Pietro Bernini (cirka 1612) - marmor
- Geten Amalthea givande di åt barnet Jupiter och en satyr (cirka 1612) - marmor, Galleria Borghese, Rom
- Giovanni Battista Santonis byst (cirka 1612) - marmor, Santa Prassede, Rom
- Antonio Coppolas byst (1612) - marmor, San Giovanni dei Fiorentini, Rom
- Sankt Laurentius martyrium (1615) - marmor, La Meridiana, Palazzo Pitti, Florens
- Två putti som retas med en faun (cirka 1616–1617) - marmor, Metropolitan Museum of Art, New York
- Sankt Sebastians martyrium (cirka 1617) - marmor, Thyssen-Bornemisza Foundation, Madrid
- Camilla Barberinis byst (1618) - marmor, Statens Museum for Kunst, Köpenhamn
- Aeneas, Anchises och Ascanius (1618–1619) - marmor, Galleria Borghese, Rom
- Giovanni Vigevanos byst (cirka 1618–1620) - marmor, Santa Maria sopra Minerva, Rom
- Neptunus och Triton (1620) - marmor, Victoria and Albert Museum, London
- Monsignor Pedro de Foix Montoyas byst (cirka 1621) - marmor, Santa Maria di Monserrato, Rom
- Pluto och Proserpina (1621–1622) - marmor, Galleria Borghese, Rom
- Antonio Cepparellis byst (1622) - marmor, San Giovanni dei Fiorentini, Rom
- Roberto Bellarminos byst (1622) - marmor, Il Gesù, Rom
- Apollo och Daphne (1622–1625) - marmor, Galleria Borghese, Rom
- David (1623–1624) - marmor, Galleria Borghese, Rom
- Sankta Bibiana (1624–1626) - marmor, Santa Bibiana, Rom
- Baldacchino ("baldakinen") (1624–1633) - förgylld brons, Peterskyrkan
- Fontana del Tritone (1624–1643) - travertin, Piazza Barberini, Rom
- Urban VIII:s gravmonument (1627–1647) - förgylld brons och marmor, Peterskyrkan
- Sankt Longinus (1631–1638) - marmor, Peterskyrkan
- Scipione Borgheses byst (1632) - marmor, Galleria Borghese, Rom
- Costanza Bonarellis byst (1637–1638) - marmor, Museo Nazionale del Bargello, Florens
- Thomas Bakers byst (1638) - marmor, Victoria and Albert Museum, London
- Alessandro Valtrinis epitafium (1639) - marmor, San Lorenzo in Damaso, Rom
- Ippolito Merendas epitafium (1640–1641) - marmor, San Giacomo alla Lungara, Rom
- Maria Raggis epitafium (1643) - förgylld brons och polykrom marmor, Santa Maria sopra Minerva, Rom
- Sanningen (1645–1652) - marmor, Galleria Borghese, Rom
- Den heliga Teresas extas (1647–1652) - marmor, Cappella Cornaro, Santa Maria della Vittoria, Rom
- Fontana dei Quattro Fiumi (1648–1651) - travertin och marmor, Piazza Navona, Rom
- Innocentius X:s byst (cirka 1650) - marmor, Galleria Doria Pamphilj, Rom
- Kejsar Konstantins vision (1654–1670) - marmor, Scala Regia
- Habackuk och ängeln (1655–1661) - marmor, Cappella Chigi, Santa Maria del Popolo, Rom
- Cathedra Petri (1657–1666) - marmor, brons och stuck, Peterskyrkan
- Sankta Maria Magdalena (1661–1663) - marmor, Duomo, Siena
- Sankt Hieronymus (1661–1663) - marmor, Duomo, Siena
- Ängeln med törnekronan (1668–1671) - marmor, Sant'Andrea delle Fratte, Rom
- Ängeln med överskriften (1668–1671) - marmor, Sant'Andrea delle Fratte, Rom
- Gabriele Fonsecas byst (1668–1675) - marmor, San Lorenzo in Lucina, Rom
- Ludvig XIV:s byst (1665) - marmor, Musée National de Versailles, Versailles
- Alexander VII:s gravmonument (1671–1678) - marmor och förgylld brons, Peterskyrkan
- Saliga Ludovica Albertoni (1671–1674) - marmor, Cappella Altieri-Albertoni, San Francesco a Ripa, Rom
- Altaruppsats med änglar (1673–1674) - marmor och brons, Cappella del Santissimo Sacramento, Peterskyrkan

## Fontäner i urval
- Fontana del Tritone (1642–1643)
- Fontana delle Api (1644)
- Fontana dei Quattro Fiumi (1648–1651)

## Byggnadsverk i urval
- Palazzo Montecitorio, Rom (påbörjat 1650)
- Peterskyrkan, Rom (1656–1667)
- Sant'Andrea al Quirinale, Rom (1658–1671)
- San Tommaso da Villanova, Castel Gandolfo (1658–1661)
- Santa Maria Assunta, Ariccia (1662–1664)
- Scala Regia, Vatikanen (1663–1666)
- Palazzo Chigi-Odescalchi, Rom (1664–1665)

## Målningar i urval

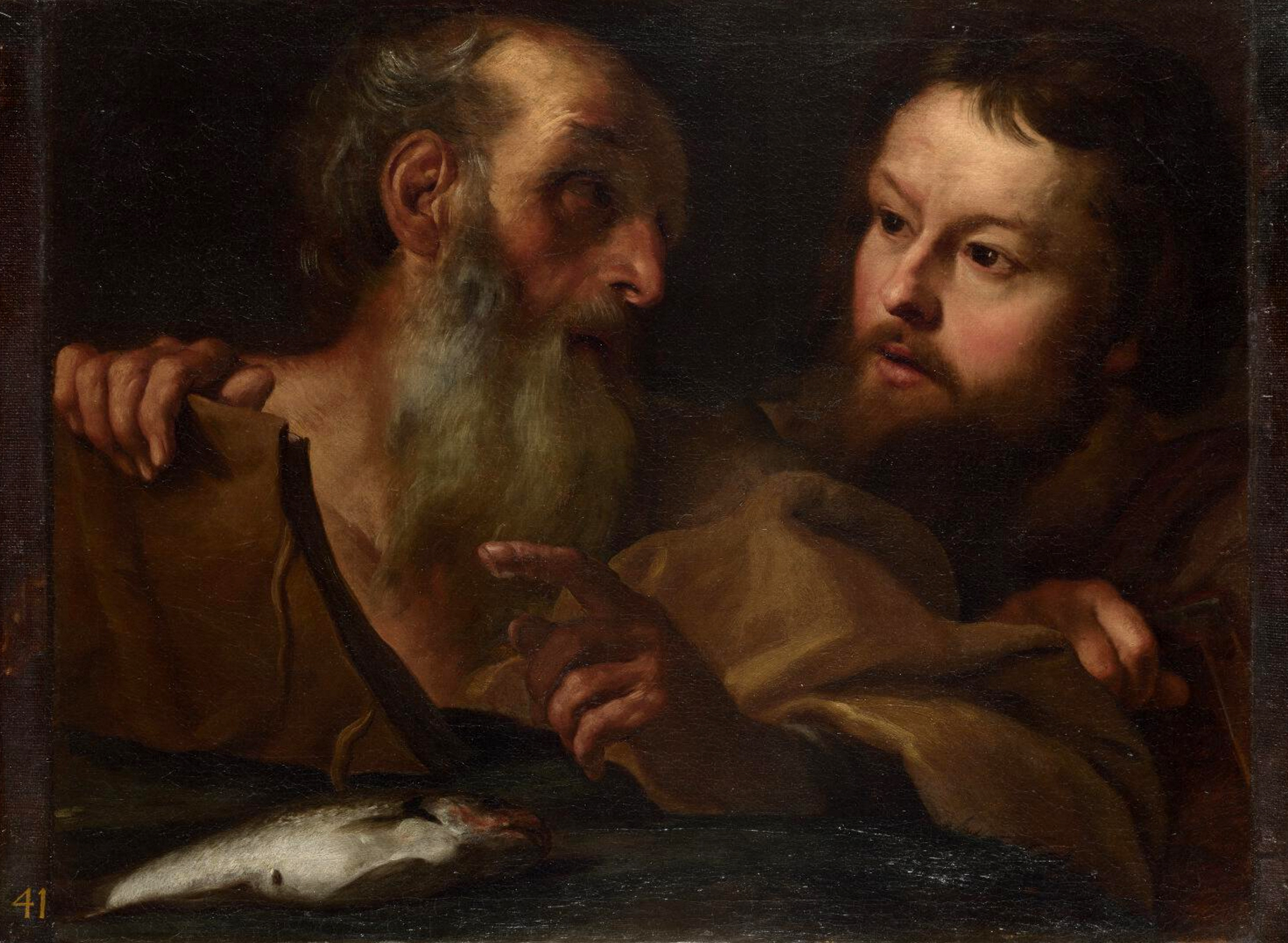
Sankt Andreas och Sankt Tomas (cirka 1627). National Gallery, London.

- Självporträtt som ung man (cirka 1623) – Galleria Borghese, Rom
- David med Goljats huvud (1625) – Galleria Nazionale d'Arte Antica, Rom[8]
- Sankt Andreas och Sankt Tomas (cirka 1627) – National Gallery, London
- Självporträtt (1630–1635) – Galleria Borghese, Rom
- Påve Urban VIII (1632) – Galleria Nazionale d'Arte Antica, Rom
- Porträtt av en pojke (cirka 1638) – Galleria Borghese, Rom

## Eftermäle
Nedslagskratern Bernini på planeten Merkurius och asteroiden 14498 Bernini är uppkallade efter honom.